# قتاد عقربي
القَتَاد العقربي (باللاتينية: Astragalus scorpioides) نوع نباتي عشبي من جنس القتاد.

## البيئة والانتشار
موطنه بلاد الشام والمغرب العربي وإسبانيا وكورسيكا.

## مرادفات للاسم العلمي
- (باللاتينية: Astragalus canaliculatus Willd.)
- (باللاتينية: Tragacantha scorpioides (Willd.) Kuntze)